# سام دويل
سام دويل (بالإنجليزية: Sam Doyle)‏ هو رسام أمريكي، ولد في 1906، وتوفي في 1985.